# Sumerlja
Sumerlja város Csuvasföldön, Oroszországban (csuvasul:  Çĕмĕрле oroszul: Шумерля), a Sumerljai járás székhelye. Csebokszáritól 110 kilométerre fekszik.
Lakossága: 31 722 fő (a 2010. évi népszámláláskor).

## Fekvése
A Szura, a Volga harmadik legnagyobb mellékfolyója középső folyásán, a folyótól pár km-re, a Moszkva–Kazany vasútvonal Nyizsnyij Novgorod és Kazany közötti szakaszán terül el.

## Története
A Moszkva–Kazany vasútvonal építése során 1916-ban vasútállomás épült itt. A vasútállomás körül alakult ki a település, melynek 1920-ban egy utcája és megközelítőleg 500 lakosa volt. 1930-ban nyílt meg a település első üzeme, egy fafeldolgozó üzem. 1937-ben kapott városi rangot, ekkor már 15 000 lakosa volt. A második világháború idején a faipari kombinátban haditermelésre álltak át. Repülőgépkabinokat és speciális gépjárművek felépítményeit gyártották. A haditermelést nagyban segítette, hogy a környező tőzegtelepek biztosították a megfelelő energiaellátást.
A 20. század közepétől a város fejlődése felgyorsult. Kikötő épült a Szurán, és megépült a városon áthaladó Nyizsnyij Novgorod–Uljanovszk autóút. A Szovjetunió felbomlását követő szükségszerű szerkezetváltást sikeresen oldották meg.

## Gazdasági élet, közlekedés

### Gazdaság
A város gazdaságában meghatározó a gépjárműipar és a fafeldolgozás. A városban három gépjárműipari üzem található.
- a Sumerljai autó furgonokat gyártó üzem,
  - Hűtőkamionok (Thermo-king)
  - Mozgó boltok
  - Speciális gázszerelő gépjárművek
  - Mentőautók, speciális rohamkocsik
- a Sumerljai speciális gépjárműveket gyártó üzem,
- a Sumerljai autó furgonokat tervező iroda és javító műhely.

Komoly gazdasági jelentőséggel bír még a város életében a bútorgyár.

### Közlekedés
Sumerlja nagyon jó közlekedési kapcsolatokkal rendelkezik. A Szura folyón teherkikötő található. Vasúton a Moszkva – Kazany vasúti fővonal fontos állomása. Naponta egy tucat közvetlen Moszkvába tartó gyorsvonat áll itt meg. Országúton közvetlenül elérhető a környék minden jelentős városa: Kazany, Csebokszári, Nyizsnyij Novgorod, Uljanovszk.